# 사보타지 (2014년 영화)
《사보타지》(영어: Sabotage)는 2014년 공개된 미국의 영화이다.

## 출연

### 주연
- 아놀드 슈왈제네거
- 샘 워싱턴
- 올리비아 윌리암스
- 테렌스 하워드
- 미레유 에노스
- 조 맨가니엘로
- 조쉬 할로웨이

### 조연
- 맥스 마티니
- 케빈 밴스
- 네드 유세프
- 모리스 콤프테
- 마틴 도노반
- 마이클 몽스
- 팀 웨어
- 게리 그럽스
- B.J. 윈프리
- 켄드릭 크로스
- 하킴 칼렌더
- 모건 알렉산드리아
- 에버튼 로렌스
- 해롤드 페리뉴
- 파리사 존스톤
- 앨런 C. 길머
- 캐서린 다이어
- 패트릭 존슨
- 조시 L. 바스퀘즈
- 에디 J. 페르난데즈
- 안토니 마토스
- 로렌스 차베즈
- 폴 안소니 바러라스
- 에이미 패리시
- 엘리자베스 다비도비치
- 멜리사 마티네즈
- 지미 오르테가
- 루이스 몽카다
- 다니엘 몽카다

## 기타
- 프로듀서: 빌 블록
- 프로듀서: 폴 핸슨
- 프로듀서: 조 로스
- 프로듀서: 앨버트 S. 루디
- 프로듀서: 스킵 우즈
- 조감독: 제이슨 브럼멘펠드
- 사운드슈퍼바이저: 피에로 무라
- 미술: 데보라 허버트
- 세트: 제니퍼 M. 겐타일
- 특수효과: 데이빗 플레처
- 분장: 티나 로즐러 커윈
- 헤어: 켈빈 R. 트라핸
- 의상: 마리 클레어 한난
- 배역: 린지 그레이엄
- 배역: 마리 베뉴
- 프로덕션매니저: 헤일리 스윗